# مايتيتسو
مايتيتسو (باليابانية: まいてつ، بالروماجي: Maitetsu) هي رواية مرئية من تطوير لوس. اقتبست إلى مسلسل أنمي تلفزيوني من إخراج هيراساوا هيسايوشي ومن إنتاج استوديو سايتا، عرض في 3 أكتوبر عام 2020 واستمر عوضه حتى 19 ديسمبر عام 2020، وتكون من 12 حلقة. عرض الجزء الثاني في 6 أكتوبر عام 2023.

## القصة
تدور أحداث القصة في واقع بديل لليابان يُدعى هينوموتو الذي يستخدام فيه شكل جديد من وسائل النقل، هو فتيات مجسمات على شكل قاطرات السكك الحديدية، وأصبح شائعًا فيما بعد، مما أدى إلى إهمال السكك الحديدية.

## الشخصيات
سوزوشيرو (باليابانية: すずしろ، بالروماجي: Suzushiro)
أداء صوتي: سوميري أويساكا
ران (باليابانية: ラン، بالروماجي: Ran)
أداء صوتي: أيا أوتشيدا
كيكو (باليابانية: 汽子، بالروماجي: Kiko)
أداء صوتي: أيا سوزاكي
بيني (باليابانية: 紅، بالروماجي: Beni)
أداء صوتي: تومويو كوروساوا
ريكو (باليابانية: りいこ، بالروماجي: Riiko)
أداء صوتي: يوريكا كوبو
إيو (باليابانية: いよ، بالروماجي: Iyo)
أداء صوتي: آي فوريهاتا
كاكا (باليابانية: かかあ، بالروماجي: Kakaa)
أداء صوتي: مايا ناغاي
شيروغاني (باليابانية: しろがね، بالروماجي: Shirogane)
أداء صوتي: تشيهيرو كاميجو
كانيكو (باليابانية: かにこ، بالروماجي: Kaniko)
أداء صوتي: ريه تاناكا
نوري (باليابانية: Noire، بالروماجي: ノワール)
أداء صوتي: أيا ياماني [الإنجليزية]
ناكو (باليابانية: なこ، بالروماجي: Nako)
أداء صوتي: ميوري شيماباكورو
توراكو (باليابانية: とらこ، بالروماجي: Torako)
أداء صوتي: رينا هيداكا
كيريكو (باليابانية: 切子، بالروماجي: Kiriko)
أداء صوتي: أزوسا تادوكورو
أومي (باليابانية: Umi، بالروماجي: 海)
أداء صوتي: كايدي هوندو
مومومو (باليابانية: むむむ، بالروماجي: Mumumu)
أداء صوتي: توموري كوسونوكي

## وصلات خارجية
- موقع لعبة الفيديو الرسمي باللغة اليابانية
- موقع الأنمي الرسمي باللغة اليابانية
- مايتيتسو على موقع ميوزك برينز (الإنجليزية)
- مايتيتسو في قاعدة بيانات الرواية المرئية